# Ривертон (Јута)
Ривертон (енгл. Riverton) град је у америчкој савезној држави Јута.

## Демографија
По попису из 2010. године број становника је 38.753, што је 13.742 (54,9%) становника више него 2000. године.
| Група             | 2000.          | 2010.          |
| Белци             | 23.695 (94,7%) | 35.016 (90,4%) |
| Афроамериканци    | 54 (0,2%)      | 169 (0,4%)     |
| Азијати           | 163 (0,7%)     | 510 (1,3%)     |
| Хиспаноамериканци | 793 (3,2%)     | 2.211 (5,7%)   |
| Укупно            | 25.011         | 38.753         |